# Vřesice
Vřesice je malá vesnice, část obce Sulíkov v okrese Blansko. Nachází se asi 1,5 km na východ od Sulíkova. Je zde evidováno 43 adres. Trvale zde žije 72 obyvatel.
Vřesice je také název katastrálního území o rozloze 1,41 km2.

## Pamětihodnosti
- Kaple svaté Moniky a svatého Augustina vybudována v letech 1997 - 1998. Základní kámen posvětil papež Jan Pavel II.[6]
- Železný kříž na kamenném podstavci s nápisem "LETA PÁNĚ 1871" v blízkosti silnice
- Stará hospoda "Hukovna"

## Galerie

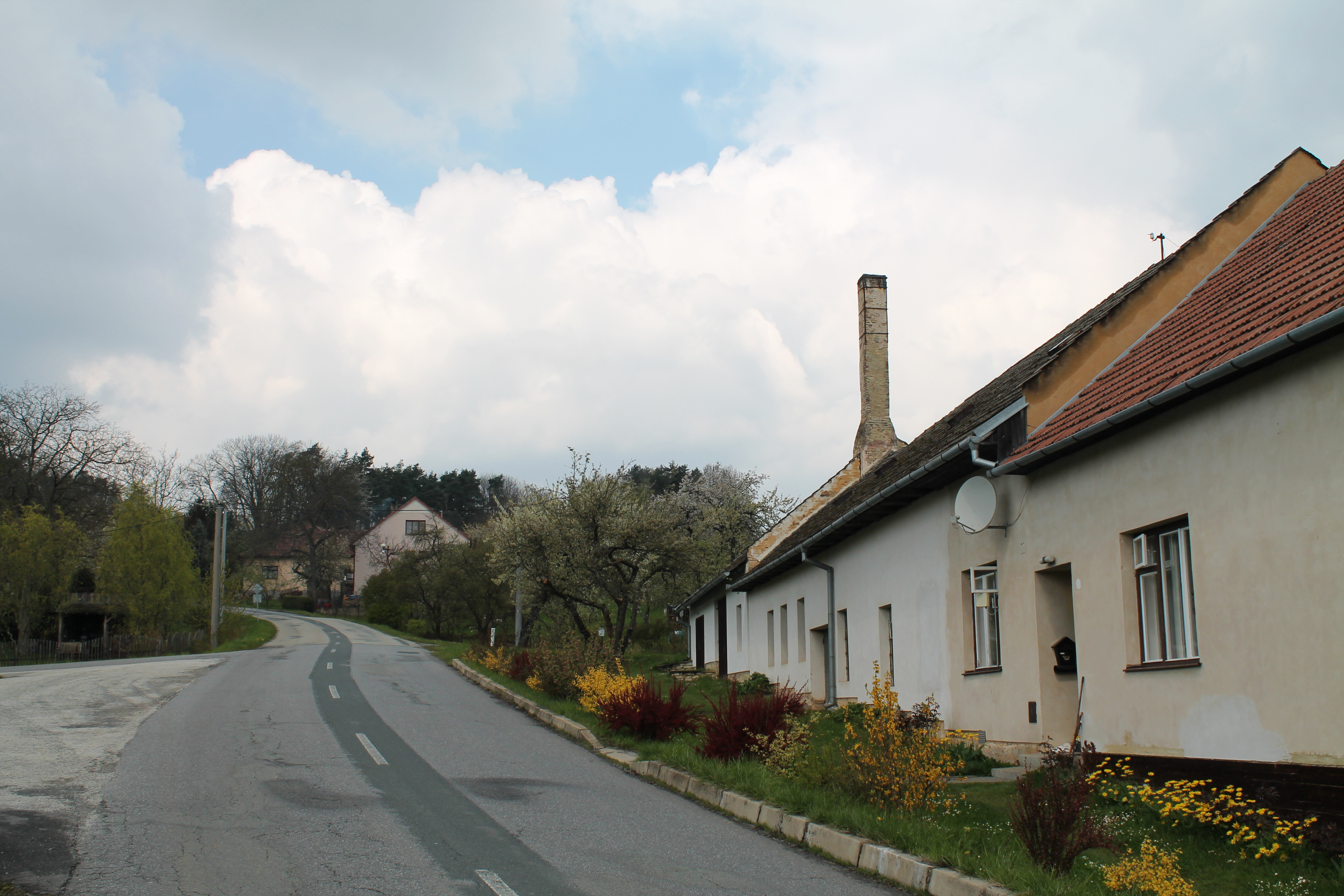
Náves
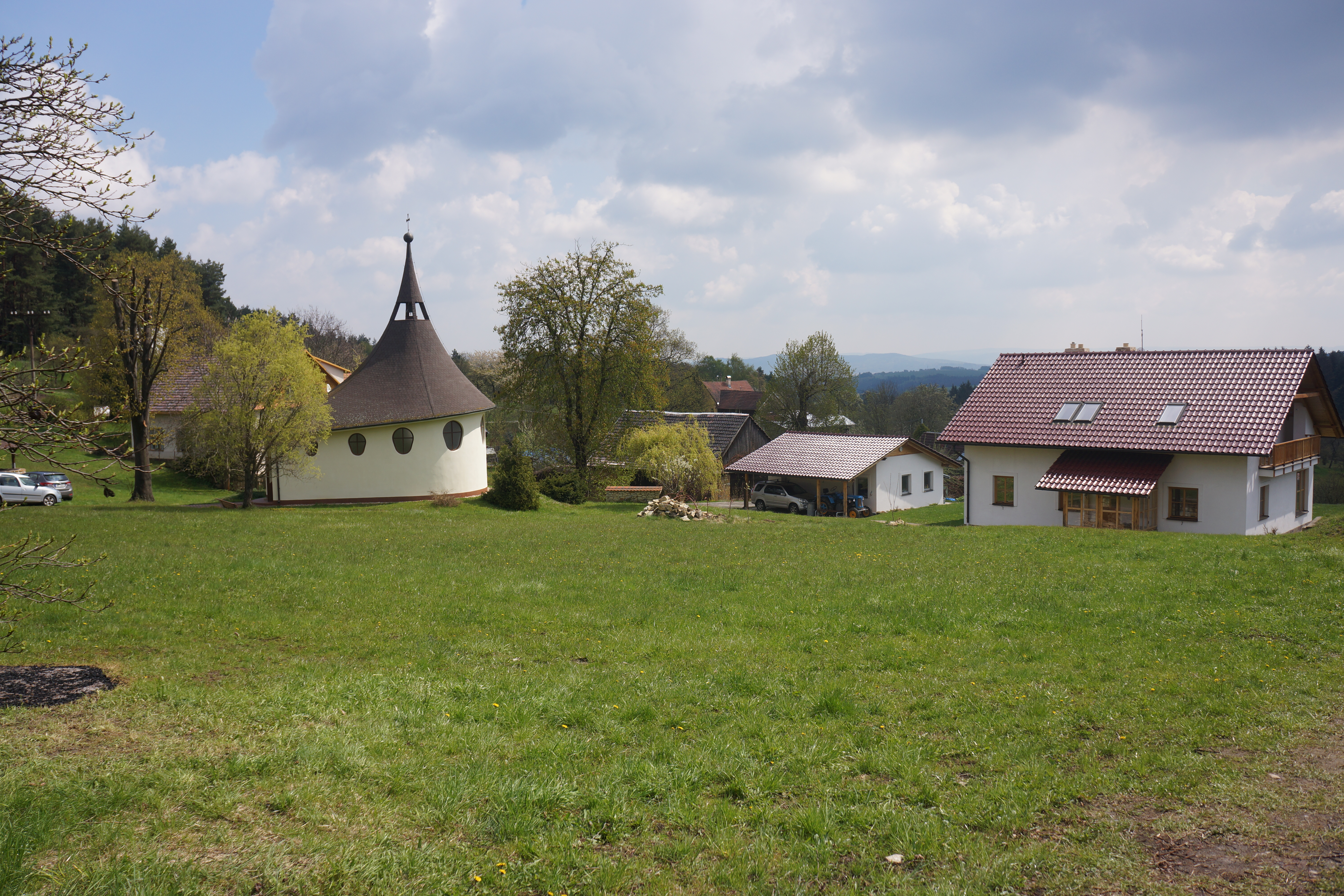
Střed vesnice s kaplí
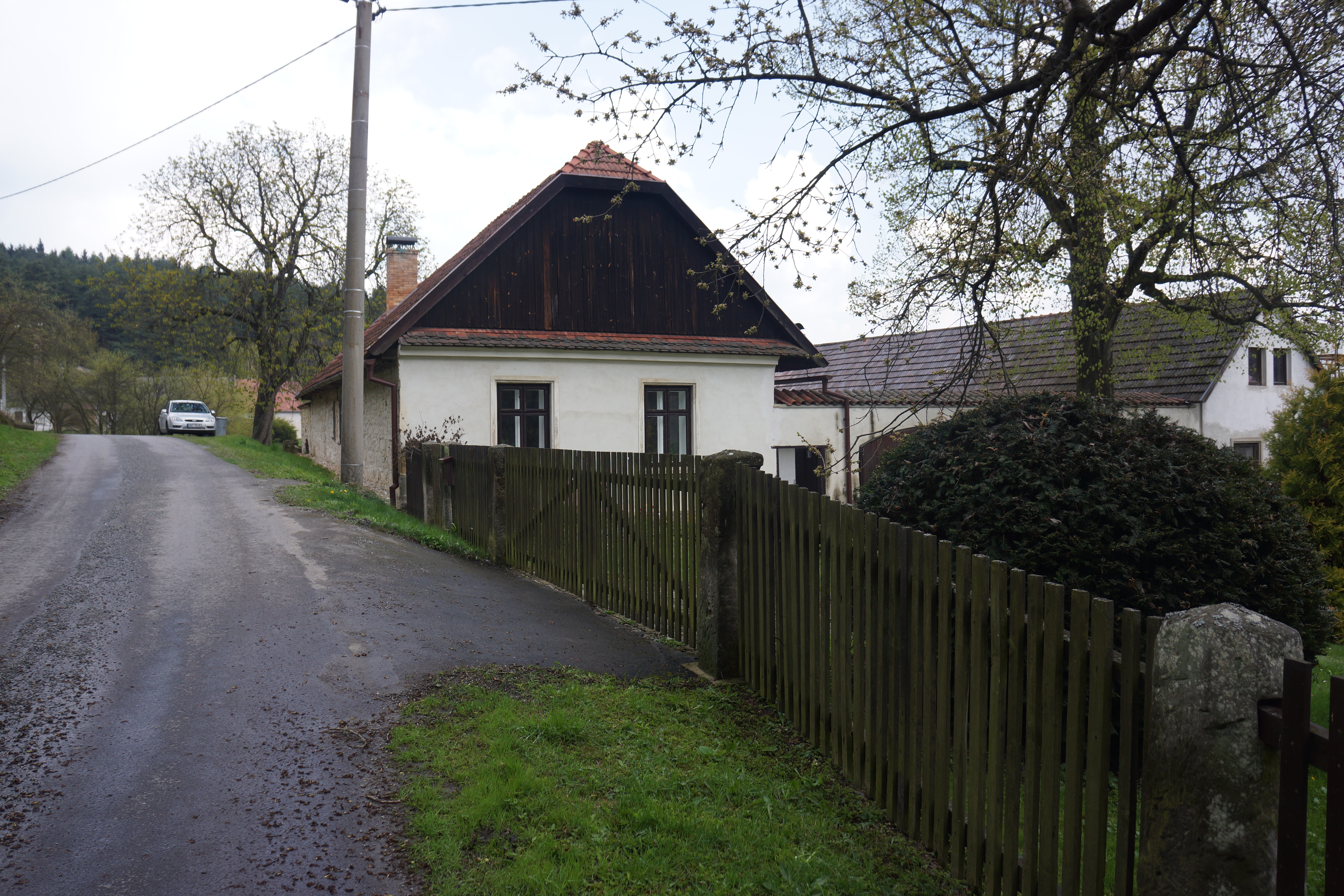
Jižní část vsi
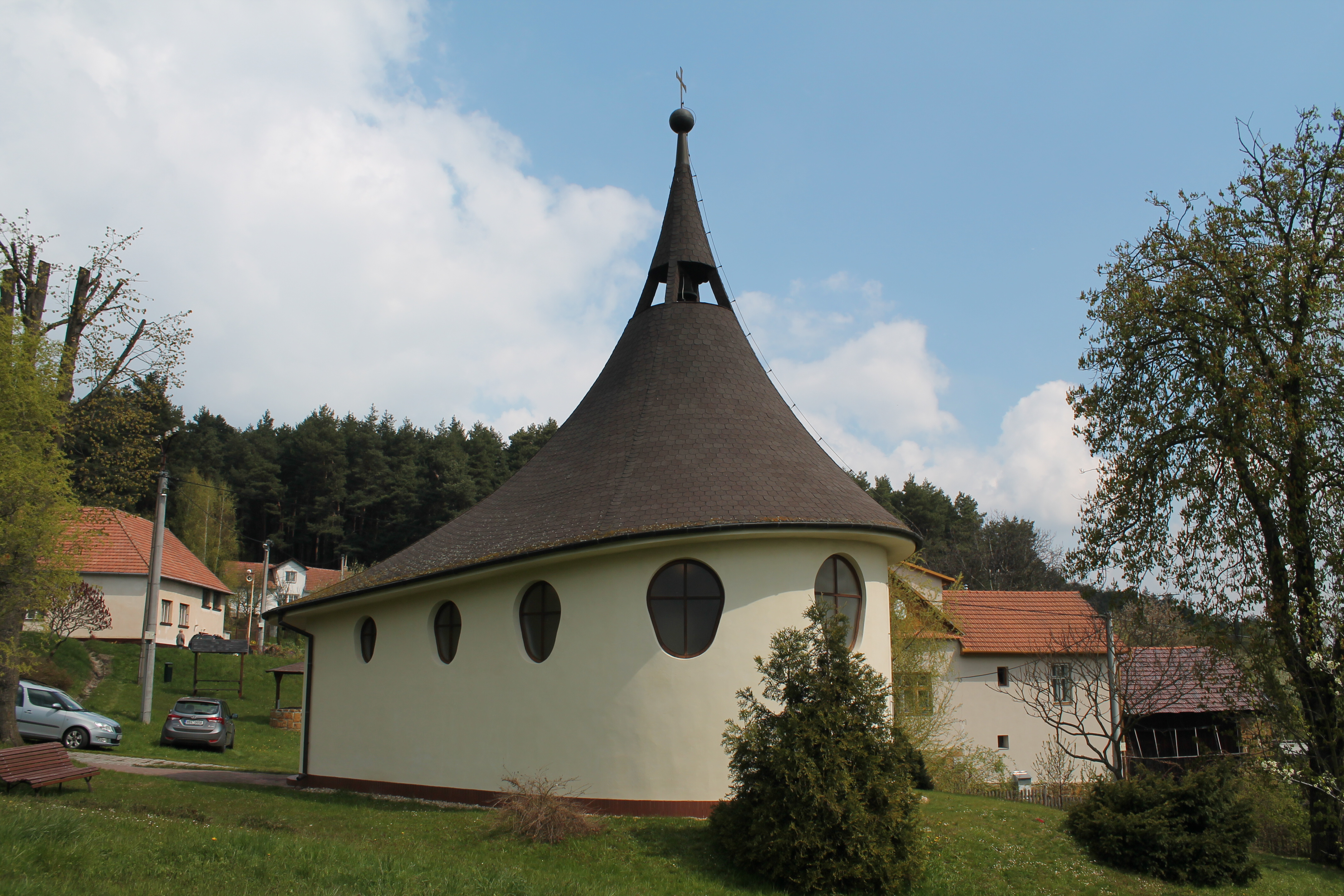
Kaple svaté Moniky a svatého Augustina
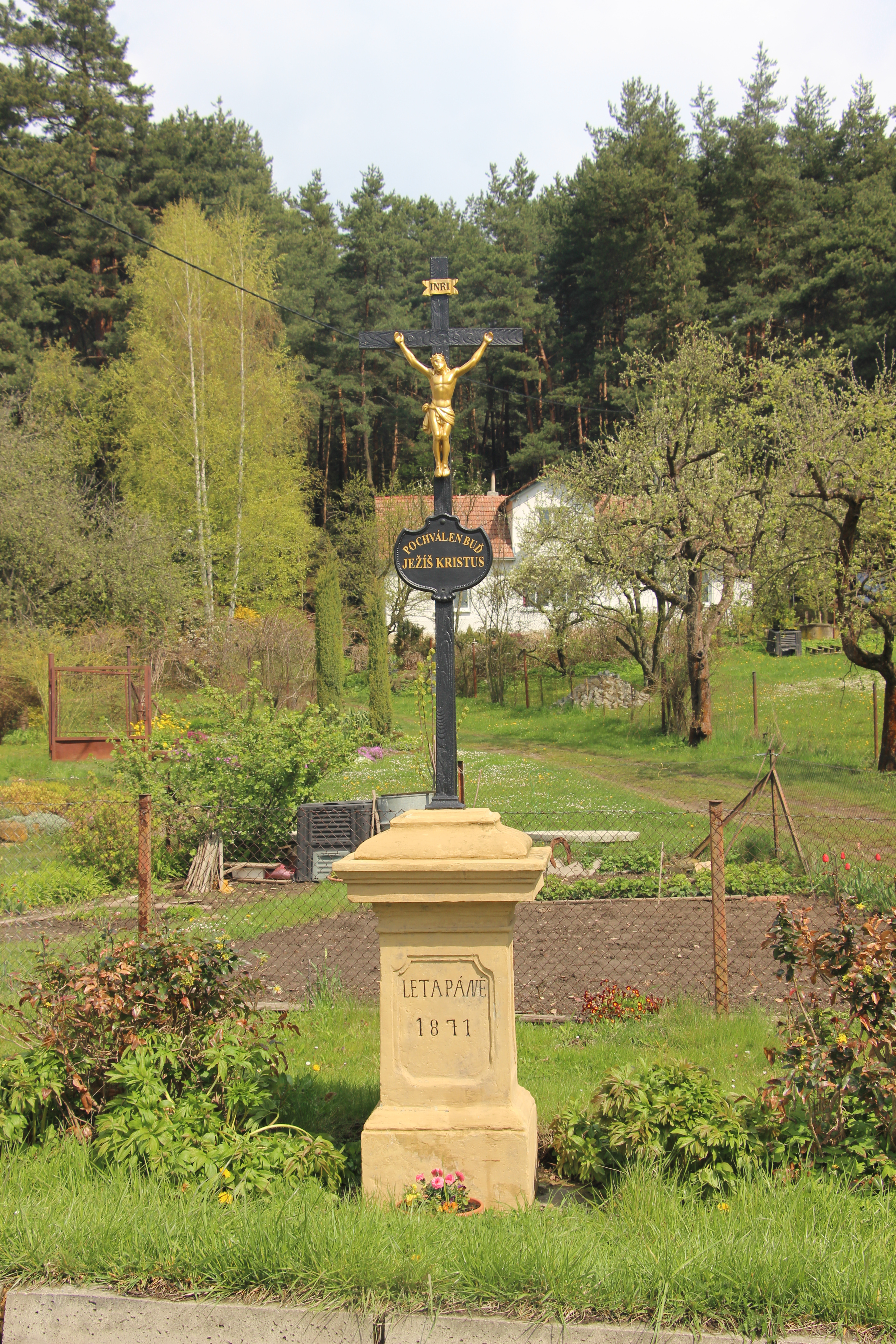
Kříž u silnice